# محمد محيي الدين عبد الحميد
محمد محيي الدين عبد الحميد عالم في أنواع متعددة من العلوم وفي علوم اللغة العربية خاصة وله مؤلفات عديدة.
قيل في الإمام الطبري: إنه كالقارئ الذي لا يعرف إلا القرآن، وكالمحدث الذي لا يعرف إلا الحديث، وكالفقيه الذي لا يعرف إلا الفقه، وكالنحوي الذي لا يعرف إلا النحو؛ لبراعته وتعمقه في كل هذه العلوم، فصار كالجامعة لكنها تسعى على قدمين، وكذلك كان العلامة محمد محيي الدين عبد الحميد لكثرة ما ألفه وأخرجه من الكتب في هذه الفنون، ولقد أتى على الأزهر حين من الدهر وجل ما يُدرس في معاهده من تأليف الشيخ الجليل أو من إخراجه وتحقيقه.
ويكفي الشيخ فخرًا أنه عالج معظم كتب النحو المتداولة بين طلبة العلم وذوي الاختصاص اللغوي العميق، لتيسير دراستها وتذليل قراءتها بالشروح والتعليقات، بدءًا بالآجرومية وهو متن للنحو للمبتدئين، وانتهاءً بشرح الأشموني للألفية وشرح ابن يعيش للمفصل، ويندر أن تجد أحدًا من دارسي العربية في العالم لم يتتلمذ على كتب الشيخ «محيي الدين» في اللغة والنحو أو يستفد منها.

صورة محمد محيي الدين عبد الحميد في شبابه وعليها إهداء بخطِّه إلى صديقه محمود محمد شاكر

## نشأته
ولد الشيخ محمد محيي الدين عبد الحميد في قرية كفر الحمام بمحافظة الشرقية سنة 1318 هـ / 1900 م، ونشأ في كنف والده العالم الأزهري الشيخ عبد الحميد إبراهيم الذي كان من رجال القضاء والفتيا، فدفع به إلى من يحفظه القرآن ويعلمه مبادئ القراءة والكتابة، حتى إذا انتهى من ذلك التحق بمعهد دمياط الديني حين كان والده قاضيًا بفارسكور ودمياط، ثم انتقل إلى معهد القاهرة لما انتقل والده لتقلد منصب المفتي لوزارة الأوقاف، وظل بالأزهر حتى حصل على شهادة العالمية النظامية مع أول فرقة دراسية تنال هذه الدرجة وفق طريقة دراسية منتظمة، وذلك في سنة 1344هـ = 1925.
وظهرت مواهب الشيخ الجليل مبكرًا، وهو في طور الدراسة، وكان لنشأته في بيت علم وفقه أثر في ذلك، فقد شب وهو يرى كبار رجال العلم والقضاء يجتمعون مع أبيه في البيت ويتطارحون مسائل الفقه والحديث واللغة، فتاقت نفس الصغير إلى أن يكون مثل هؤلاء؛ فأكب على القراءة والمطالعة تسعفه نفس دءوبة وذاكرة واعية وهمة عالية، وطموح وثاب، وكان من ثمرة ذلك قيامه بشرح مقامات بديع الزمان الهمذاني شرحًا مسهبًا مستفيضًا مشحونًا بدرر الفوائد العلمية وتفسير الإشارات الأدبية والتاريخية التي تمتلئ بها مقامات الحريري، ونشر ذلك العمل وهو لا يزال طالبًا قبل أن يظفر بدرجة العالمية، وصدّر هذا الشرح بإهداء إلى والده عرفانًا بفضله عليه.

## في قاعات الدرس
درس في معهد القاهرة بعد تخرجه، حتى إذ أنشأت كليات الجامع الأزهر لأول مرة اختير للتدريس بكلية اللغة العربية سنة 1350هـ / 1931م، وكان أصغر أعضاء هيئة التدريس بالكلية سنًا، وكان هذا امتيازًا لم يحصل عليه بعض شيوخه وأساتذته، لكنه ناله بجده واجتهاده، ولم تمضِ عليه أربع سنوات بالكلية الجديدة حتى اختير سنة 1354هـ = 1935 للتدريس بتخصص المادة لطلبة الدراسات العليا، وزامل الكبار من أساتذته وشيوخه مزاملة خصبة مثمرة، فاعترفوا بفضله وعلمه، وتجاوزت شهرته جدران الكلية واسترعى انتباه الإمام الأكبر محمد مصطفى المراغي شيخ الأزهر؛ فاختاره محاضرًا في المناسبات الدينية العامة بالجامع الأزهر كالإسراء والمعراج والاحتفال بالهجرة والمولد النبوي كما مثّل الأزهر في كثير من المؤتمرات الثقافية واللغوية والأدبية.

## في السودان
عندما فكرت حكومة السودان في إنشاء دراسة في الحقوق بكلية جوردون استعانت بالشيخ محمد محيي الدين ليشترك في وضع مناهج للعلوم الشرعية سنة (1359هـ= 1940م)، وعمل هناك أستاذًا للشريعة الإسلامية، وانتقل من تدريس النحو والصرف إلى دراسة المواريث وأحكام الأسرة، ولم يكتف بذلك، بل وضع كتابين جديدين في الأحوال الشخصية وأحكام المواريث، وما يزالان يعدان من المراجع الوافية في بابهما، وظل في السودان أربع سنوات مليئة بالعمل والعطاء حتى عاد إلى مصر في سنة 1352هـ / 1943م.

## العودة إلى مصر
بعد عودته من السودان عين وكيلا لكلية اللغة العربية وأسهم في تطوير وإعلاء شأنها، ثم عين في سنة 1367هـ / 1946م مفتشًا بالمعاهد الدينية الأزهرية ، وبعد عامين نقل أستاذًا بكلية أصول الدين، فمكث بها نحو أربع سنوات حتى اختير مديرًا لتفتيش العلوم الدينية والعربية بالجامع الأزهر، ثم تقلد في سنة 1374هـ / 1954م عمادة كلية اللغة العربية، وظل شاغلا هذا المنصب خمس سنوات عاد بعدها أستاذًا إلى كلية أصول الدين، ومكث بها خمس سنوات رجع بعدها عميدا لكلية اللغة العربية مرة أخرى سنة 1384هـ / 1964م حتى بلغ سن التقاعد بعدها بعام واحد.
في أثناء ذلك وبعده اختير في لجنة الفتوى بالأزهر عضوًا، ثم تولى رئاستها، واختير عضوًا في مجمع اللغة العربية بالقاهرة سنة (1384 هـ= 1964م)، وتولى رئاسة لجنة إحياء التراث بالمجلس الأعلى للشئون الإسلامية بالقاهرة، وكان عضوًا في مجمع البحوث الإسلامية التابع للأزهر الشريف.

## إسهامه العلمي
قامت شهرة الشيخ محمد محيي الدين على جهوده في إخراج كتب النحو وشرحها، وإخراجها في أنقى صورة؛ فحقق وشرح الآجرومية، وأخرجها في كتاب سماه التحفة السنية بشرح المقدمة الآجرومية، وقطر الندى، وشذور الذهب، وأوضح المسالك إلى ألفية ابن مالك، وشرح ابن عقيل على الألفية، ومغني اللبيب، وشرح الأشموني على ألفية ابن مالك، والإنصاف في مسائل الخلاف. وهذه الكتب كانت تدرس في الأزهر الشريف في سنوات دراسية متدرجة من المرحلة الابتدائية حتى مرحلة تخصص المادة في كلية اللغة العربية.
وهو في هذه الكتب يضبط الأمثلة والشواهد من القرآن الكريم والحديث النبوي والشعر العربي، ثم يشرح الأبيات شرحًا وسطًا، مع إعرابها كاملة مستعملًا عبارة سهلة وأسلوبًا قريبًا، وقد يتوسع أحيانًا في الشرح، ويتعرض للمسائل الخلافية معقبًا أو مرجحًا أو مفسرًا. ويعلق أحد العلماء الكبار على شروح الشيخ بقوله: «ولا يزال كثير منا أعضاء المجمع يرجع إلى كتاباته وتعليقاته، وإلى هذا المدد الزاخر من المكتبة النحوية التي نقلها من ظلام القدم إلى نور الجدة والشباب».
ولم يكن الشيخ محمد محيي الدين نحويًا فحسب، بل كتب وحقق في أكثر الفنون الذائعة بين الدارسين، فهو في الفقه مع ما أشرنا إليه من كتب في كلية جوردون كتب شرحًا على متن نور الإيضاح في الفقه الحنفي بعنوان «سبيل الفلاح في شرح نور الإيضاح»، ولم يكتف بذلك فيتجاوز الفقه الحنفي إلى الفقه الشافعي، ويؤلف كتابًا بعنوان «الدروس الفقهية على مذهب السادة الشافعية»، ويحقق كتاب «الإقناع في حل ألفاظ أبي شجاع» في الفقه الشافعي.
وفي أصول الفقه حقق كتاب الموافقات للشاطبي، ومنهاج الوصول في معرفة علم الأصول، والمسودة في أصول الفقه التي تتابع على تأليفها ثلاثة من أئمة آل تيمية.
وفي الحديث حقق سنن أبي داود، والترغيب والترهيب للمنذري. ويؤلف شرح ألفية الحديث للسيوطي.
وفي كتب التوحيد شرح الجوهرة، أقوال المعاصرين في حكم ترك العمل، ويعلق على رسالة الإمام محمد عبده في التوحيد، وحقق موافقة صحيح المنقول لصريح المعقول بالاشتراك مع محمد حامد الفقي، ويحقق في علم الكلام مقالات الإسلاميين للأشعري، والفرق بين الفرق للبغدادي، وفي الوقت نفسه يؤلف مختصرًا في أدب البحث والمناظرة. وأما كتبه في اللغة والأدب التي نشرها فكثيرة، منها: أدب الكاتب لابن قتيبة، والمثل السائر لابن الأثير، ويتيمة الدهر للثعالبي، ومعاهد التنصيص، والعمدة لابن رشيق، وزهر الآداب للحصري، والموازنة بين الطائيين ومجمع الأمثال لأبي الفضل الميداني.
وفي الشعر شرح ديوان عمر بن أبي ربيعة، وديوان نهج البلاغة للشريف الرضي، ديوان الحماسة لأبي تمام وعلّق على شرح المعلقات السبع للزوزني، وشرح القصائد العشر للتبريزي، الموازنة بين أبي تمام والمتنبي، الموازنة بين أبي تمام والبحتري تأليف أبو القاسم الحسن بن بشر الآمدي، أبو الطيب المتنبي ماله وما عليه، روضة العقلاء ونزهة الفضلاء لابن حبان البستي.
وحقق في مجال التاريخ الإسلامي: سيرة ابن هشام، ومروج الذهب للمسعودي، ووفيات الأعيان لابن خلكان، وفوات الوفيات لابن شاكر، ونفح الطيب للمقري، وتاريخ الخلفاء للسيوطي، ووفاء الوفا بأخبار دار المصطفى للسمهودي. وفي تفسير القرآن الكريم التفسير الكبير لفخرالدين الرازي المشهور باسم مفاتيح الغيب،
لم يكن الشيخ يستعين بأحد في إخراج هذه الكتب الكثيرة، وبعضها من ذوات المجلدات، وكان يتولى بنفسه تصحيح تجارب الطبع إمعانًا في الدقة.. وهذه الخصوبة في إخراج كتب التراث التي تجاوزت ثمانين كتابًا أثارت حقد بعض المشتغلين بالعلم، فاتهموا الشيخ بأنه لا يلتزم بالمناهج الجديدة في التحقيق، وأنه لا يتابع التعليق، مكتفيًا بالنص الصحيح، وإغفال النسخ الخطية التي اعتمد عليها في تحقيقه، وهذا النقد وإن كان بعضه صحيحًا يحتاج إلى مناقشة؛ فالعبرة بإخراج نص سليم من الأخطاء قريب من الصورة التي وضعها عليه المؤلف، وما قيمة التعليقات على نص مليء بالأخطاء، وقد عرف الناس قدر الشيخ فأقبلوا على قراءة ما كتب، ومطالعة مؤلفاته وتحقيقاته، ونالت كتبه الحظوة وبُعد الصيت فانتشرت انتشارًا واسعًا.

## وفاته
ظل الشيخ محمد محيي الدين منكبًا على عمله في تحقيق كتب التراث لا يعوقه مرض أو مسئوليات منصب، أو عضوية المجامع عن مواصلة طريقه حتى لقي الله في 25 ذو القعدة 1392هـ الموافق 30 ديسمبر 1972، تاركًا هذا الإنتاج الخصب الذي ما تزال تنتفع بما فيه الأجيال، ويتعجب الإنسان كيف اتسع عمره لإخراج هذا العدد من الكتب المتنوعة في التخصص، الكثيرة في العدد، المختلفة في الأحجام، ولكنه فضل الله يؤتيه من يشاء.